# بنزوسیکلوبوتن

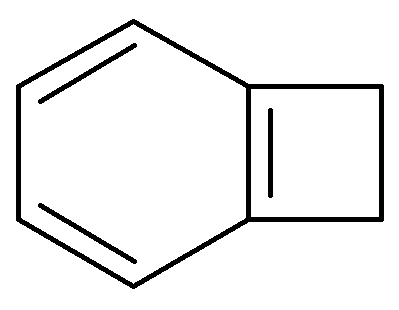
بنزوسیکلوبوتن(C8H8)

بنزوسیکلوبوتن (به انگلیسی: Benzocyclobutene) یک ترکیب شیمیایی با شناسه پاب‌کم ۲۴۸۵۰۰۷۲ است. 